# ويزلي لانس
ويزلي لانس (بالإنجليزية: Wesley Lance)‏ هو محامي وسياسي أمريكي، ولد في 21 نوفمبر 1908، وتوفي في 25 أغسطس 2007. حزبياً، نشط في الحزب الجمهوري. وقد انتخب عضو مجلس ولاية نيوجيرسي وانتخب عضو جمعية نيوجيرسي العامة.